# Утро в Венеции (Коро)
«Утро в Венеции» (фр. Matin à Venise), также «Пьяцетта в солнечный день» — картина-ведута французского художника Камиля Коро, одного из крупнейших пейзажистов XIX века. Создана в Венеции в 1834 году во время его второго посещения Италии. На полотне изображена ещё малолюдная утренняя Пьяцетта («маленькая площадь»), входящая в комплекс площади Сан-Марко, и несколько венецианских достопримечательностей. Варианты этого вида представлены на ряде работ мастера, выполненных в разные годы (1828, 1834, 1845).
В 1875 году «Утро в Венеции» было приобретено на посмертной выставке художника, после чего, сменив двух владельцев, в 1908 году оказалось на Украине. В 1938 году было передано в московский Государственный музей изобразительных искусств имени А. С. Пушкина. Там «Утро в Венеции» стало самой ранней из работ Коро.

## Предыстория

### Автор
Камиль Коро родился в 1796 году в обеспеченной семье: его отец и мать владели в Париже модной мастерской на улице Бак. Первоначально они хотели, чтобы их сын занимался коммерцией, но в середине 1820-х годов он решил стать художником и родители в конце концов одобрили его выбор. Значительное влияние на его творчество оказало путешествие в Италию в 1825—1828 годах, оплаченное его отцом. Позже художник говорил, что академическое образование ему мало что дало и он сумел выработать свой стиль самостоятельно. Кроме того, по его словам, до Италии он практически не умел рисовать, а там научился писать «массами, быстрыми штрихами», стараясь ухватить первое яркое и общее впечатление. В 1826 году, находясь в Риме, он писал своему другу Абелю Осмонду, что хочет в жизни заниматься только одним — писать пейзажи.
В 1827 году Коро послал в Парижский салон картины «Червара. Римская кампанья» и «Мост в Нарни» (см. статью об эскизном наброске 1826 года «Мост в Нарни»), где они встретили сдержанный приём. Если эскиз с мостом был написан на натуре, то картина на тот же сюжет была начата на площади и завершена в мастерской. Последнее не совсем следовало устремлениям Коро, так как он старался больше писать на пленэре, но вынужден был мириться с академическими требованиями. По оценке российского искусствоведа Ксении Богемской, этюды получались у него лучше, чем более масштабные работы, где «он ещё не мог освободиться от сухого следования заученным правилам». Этюды из первой итальянской поездки мастер очень ценил: в старости он любил их рассматривать и показывать знакомым.

### Создание

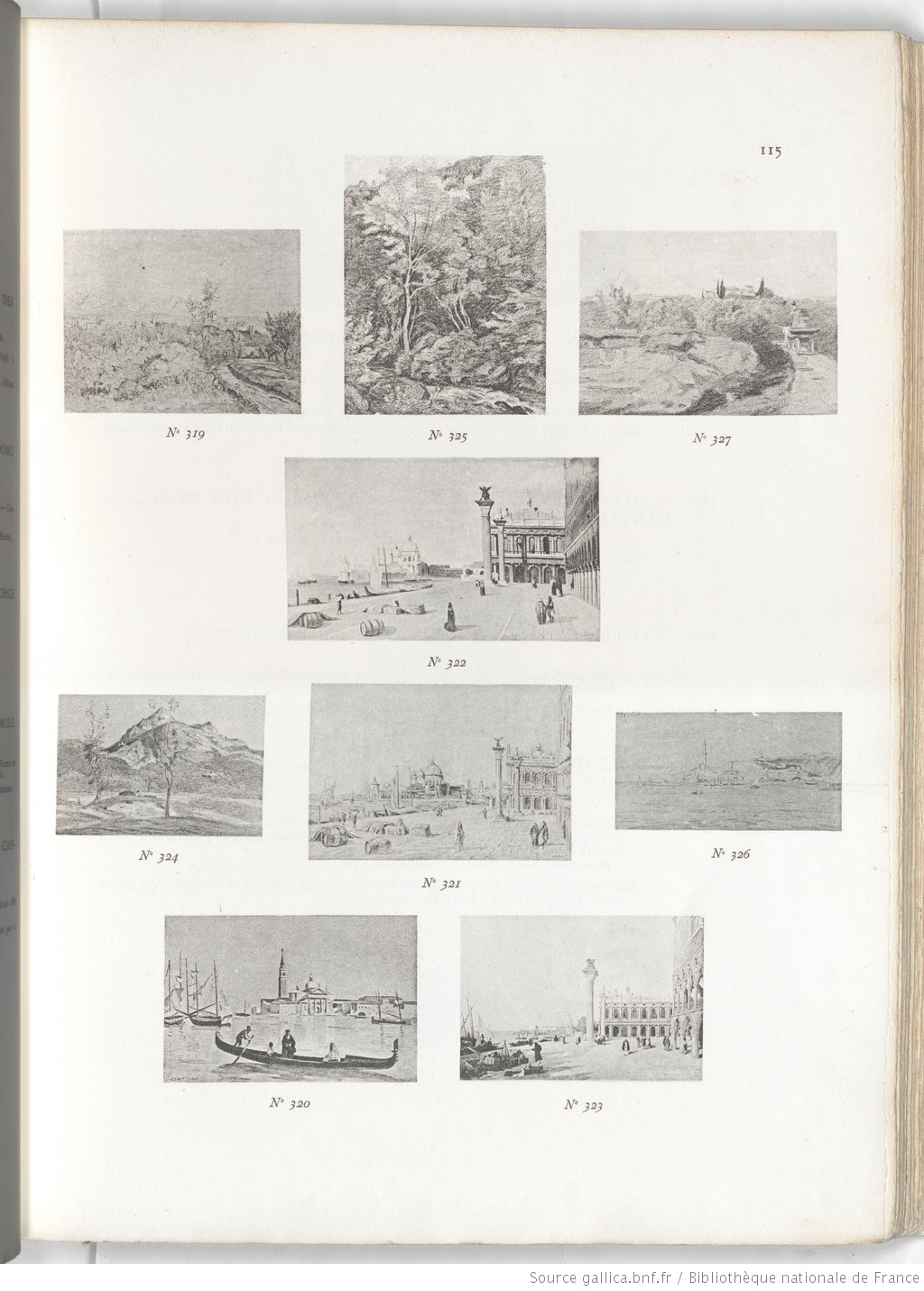
Страница с вариантами вида Пьяцетты из первого каталога-резоне работ Камиля Коро, опубликованного Альфредом Робо в 1905 году

После 1828 года Коро возвращался в Италию ещё два раза: в 1834 и в 1843 годах. По мнению советского искусствоведа Михаила Алпатова, эти два путешествия были вызваны прежде всего желанием посетить новые для художника области страны, с которыми он не ознакомился в первый раз, а также написать там пейзажи. На протяжении жизни из своих многочисленных поездок он привозил большое количество эскизов, которые были призваны помогать ему работать в мастерской, впрочем, позже он говорил, что наброски не должны сковывать его фантазию и он предпочитает писать во-многом по памяти. В 1834 году Коро побывал в нескольких прославленных культурных центрах (Флоренция, Болонья), после чего переехал в Венецию, где прожил около трёх недель. Ещё в 1828 году он написал «расплывчатый» в композиционном отношении эскиз «Венеция» (22× 40 см), где изображена Пьяцетта, её набережная (слева) и Гранд-канал; причём на нём отсутствовали фигуры людей. Альфред Робо (Alfred Robaut) в своём каталоге-резоне 1905 года привёл пять вариантов (Пьяцетта изображалась Коро ещё больше) этого вида (1828, 1834, 1845).

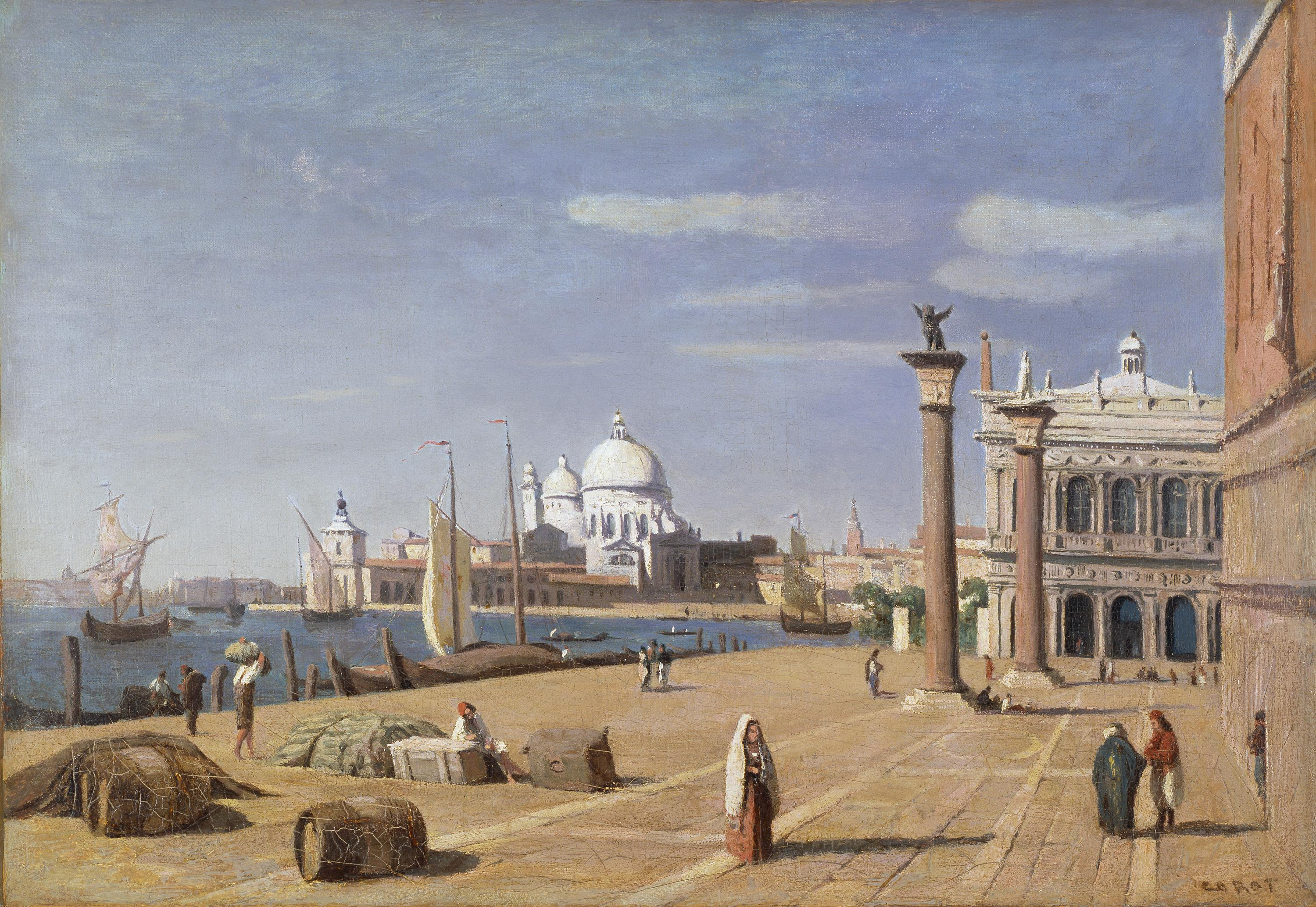
Камиль Коро. «Вид на набережную Скьявонне», 1834. Холст, масло (32,0 × 46,3 см). Национальная галерея Виктории, Мельбурн

Российский искусствовед Ирина Кузнецова писала, что в 1834 году Коро создал три вариации на этот мотив: одна из них (45 × 67,5 см) больше по размеру, чем две других. По её наблюдению, «Утро в Венеции» (27,5 × 40 см) из экспозиции Государственного музея изобразительных искусств имени А. С. Пушкина, напоминает по композиции третий вариант — несколько больший по размеру (32 × 46,3 см), отличаясь лишь в нескольких деталях (прохожие, архитектура). Этот эскиз был описан английским художником и критиком Роджером Фраем в работе 1932 года, посвященной французской живописи. С 1925 года он находится в коллекции Национальной галереи Виктории (Мельбурн, Австралия) и известен под названием «Вид на набережную Скьявонне» (View of the Quay of the Schiavoni). В 1845 году художник вновь вернулся к этому городскому виду, выполнив по памяти картину для своего друга М. Робера, но находясь не в Италии. По оценке Кузнецовой, эта работа «не обладает непосредственностью зрительного впечатления, которое отличает картину 1834».

## Провенанс
В 1875 году «Утро в Венеции» было приобретено А. Ароза за 2100 франков на посмертной выставке художника. В 1891 году картина была продана на парижском аукционе прежнего владельца и попало в коллекцию Бернгейма. После этого, с 1895 по 1908 годы, она находилась в парижском собрании П. Шерами. В 1908 году оказалось в Киеве, в собрании Ивана Терещенко. В 1938 году полотно передано из киевской коллекции П. Дейнеки в московский Государственный музей изобразительных искусств имени А. С. Пушкина. Там полотно представлено в Отделе искусства Старых мастеров и Отделе искусства стран Европы и Америки XIX—XX веков (инв. № Ж-3148). В музее хранится 14 работ Коро, причём «Утро в Венеции» является хронологически первой из представленных здесь. Экспонировалось на нескольких выставках: Париж (1895), Москва (1939, 1955, 1960), Ленинград (1956).

## Описание

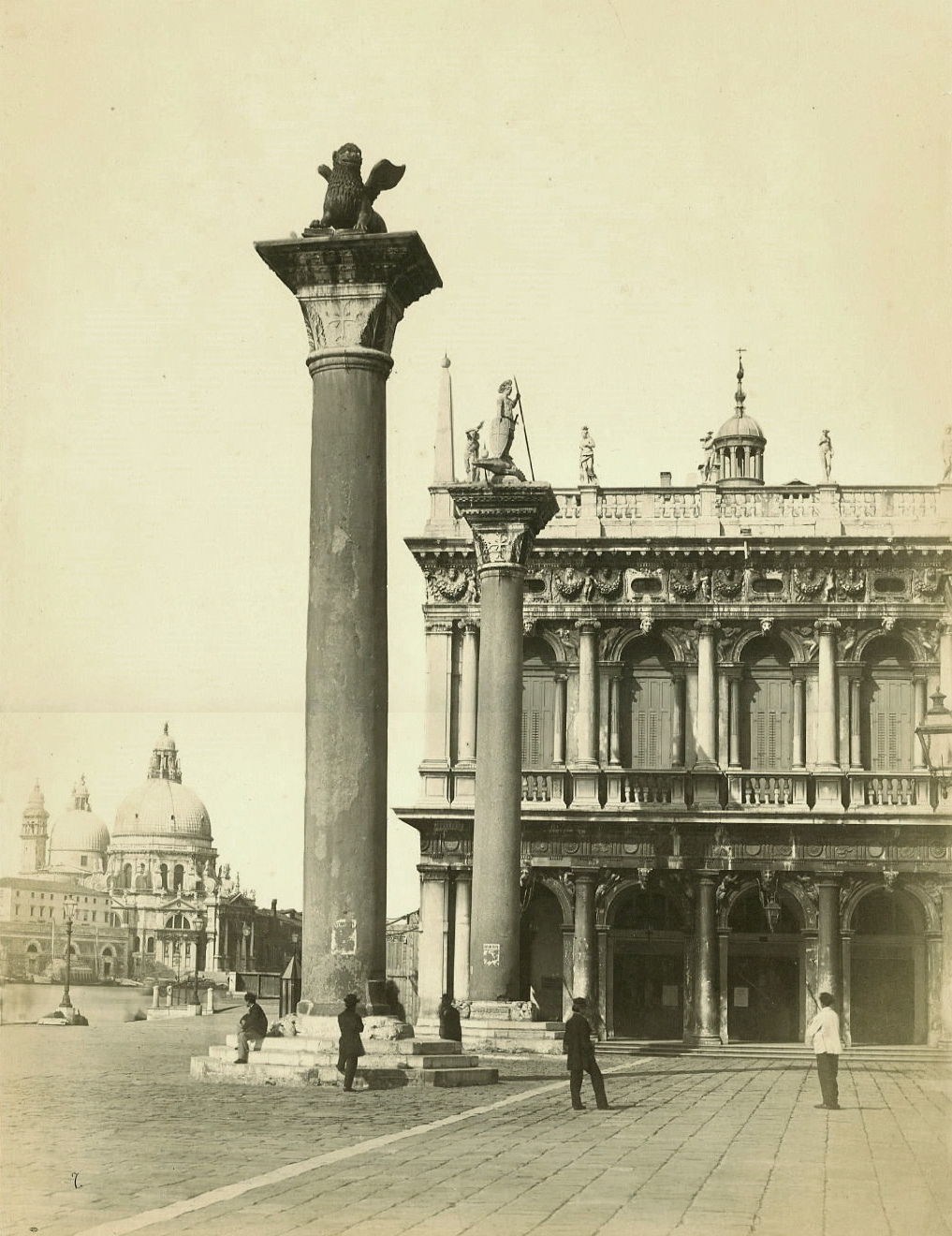
Карло Найя. Колонны площади Сан-Марко, ок. 1880-х годов

Холст (27,5 × 40 см), масло. В правом нижнем углу находится надпись, нанесённая красной краской — «VENTE COROT». На пейзаже представлена Пьяцетта (буквально — «маленькая площадь»), входящая в комплекс площади Сан-Марко: справа практически под прямым углом тянется стена Дворца дожей (из-за такого ракурса плохо видны её колонны и арки), идущая перпендикулярно фасаду Библиотеки Сан-Марко, расположенной на заднем плане правой половины композиции. Перед библиотекой расположены колонны Святого Марка и Святого Теодора. В глубине слева виднеются очертания белого здания церкви Санта-Мария-делла-Салюте и расположенного перед ней мыса Пунта-делла-Догана, вдающегося в Гранд-канал из Венецианской лагуны. В утренние часы на знаменитой и оживлённой днём площади ещё мало людей, солнце не успело высоко подняться, от колонн и прохожих тянутся длинные тени. Ещё в первом путешествии художник создал большое количество не только архитектурных достопримечательностей Италии, но и людей. По наблюдению Богемской, немногочисленные фигуры, изображённые на картине, «в такой же степени определяют для художника облик города, как и силуэты знаменитых памятников». Алпатов отметил, что видимо некоторое влияние на Коро оказали два известных венецианских художника — Каналетто и Франческо Гварди, мастера ведуты (городского пейзажа). В частности, это проявилось в искусстве размещения второстепенных элементов в композиции (стаффаж). Однако в работе Коро, видно, что она принадлежит более позднему искусству: «Ровный свет, голубизна неба, лиловатость теней на белой Санта-Мария дель Салюте и на колоннах — всё это характерно для картины XIX века. Странно, но без всякой натяжки, мы видим здесь то, что составляло первые признаки импрессионизма».
Кроме того, по поводу «Утра в Венеции», Алпатов заметил, что эта работа является «украшением» ГМИИ: «Этот этюд Коро выполнил после других этюдов с того же места: один из них совершенно безлюдный, другой с беспорядочно рассеянными людьми. В московской картине всё стало на свои места. Формат картины изменился, она делится колонной на две части. Мы как бы находимся на самой площади Сан-Марко. Масштаб фигуры монаха в красной шапочке подчёркивает отдалённость перспективы, которую завершает фигура спящего». Богемская останавливалась на оригинальном взгляде художника на Венецию, ранее увековеченную в многочисленных ведутах. Ему удалось найти свои мотивы в этом знаменитом городе, открыв его по новому для себя: взгляд автора спокоен, а утренняя малолюдность, настраивает автора на созерцательность. В целом она дала высокую оценку работы мастера пейзажа: «Картина Коро необыкновенно проста, целостна и вместе с тем точна в деталях. В этом проявляется характерная особенность дарования художника, которому удавалось соединять в одной работе непосредственную свежесть этюда, красочную гармонию целого и прорисованность какой-нибудь отдельной фигуры или фасада здания».
По словам Нины Яворской, специалиста по французскому искусству, «Утро в Венеции» продолжила тенденции «летних» этюдов Коро, в которых он был свободнее, чем в картинах для Салона. В этих работах, предназначенных прежде всего для себя, а не для консервативной публики, художник стремился отразить различные природные состояния, насыщая их светом, воздухом. Картина отразила первые этап его новаторских работ: позднее он отказался от архитектурных достопримечательностей, видов, всё больше уделяя внимание «обыденной» природе. В венецианском пейзаже автору удалось передать утро, ещё не яркий солнечный свет, кристально чистый воздух, синий цвет неба, вписав эти природные состояния в городской ландшафт: «Игра света и тени на мраморном фасаде библиотеки Сан Марко и яркий свет на белом куполе церкви Санта Мария делла Салуте не разбивает архитектурных форм, а скорее моделирует их. Маленькие фигурки с длинными тенями, расставленные на набережной, создают ощущение пространственности и делают обжитым город. В этой картине тонкие нюансы цвета сочетаются с чёткой пластичностью городского пейзажа». Кузнецова назвала «Утро в Венеции» «прекрасной ранней картиной» мастера, а про собрание ГМИИ выразилась следующим образом: «В этой выдающейся коллекции значение Коро, как величайшего мастера французского пейзажа XIX века, выступает с наглядной очевидностью». Российский биограф художника Лилия Байрамова отмечала, «простоту» и почти детскую «ясность» пейзажа: «молочная голубизна и чистота этого раннего венецианского утра создают настроение нежности, целомудрия и какого-то дивного сна».